# Hino da Carta
Hino da Carta – hymn Portugalii w latach 1834–1910.
Autorem hymnu jest César das Neves, melodię skomponował w 1822 r. cesarz Brazylii oraz król Portugalii – Piotr IV, choć niektóre źródła uznają go też jako autora tekstu. Pieśń Hymno da Carta została przyjęta w 1834.

## Słowa
Ó Pátria, Ó Rei, Ó Povo,

Ama a tua Religião

Observa e guarda sempre

Divinal Constituição

Viva, viva, viva ó Rei

Viva a Santa Religião

Vivam Lusos valorosos

A feliz Constituição

A feliz Constituição

Ó com quanto desafogo

Na comum agitação

Dá vigor às almas todas

Divinal Constituição

Viva, viva, viva ó Rei

Viva a Santa Religião

Vivam Lusos valorosos

A feliz Constituição

A feliz Constituição

Venturosos nós seremos

Em perfeita união

Tendo sempre em vista todos

Divinal Constituição

Viva, viva, viva ó Rei

Viva a Santa Religião

Vivam Lusos valorosos

A feliz Constituição

A feliz Constituição

A verdade não se ofusca

O Rei não se engana, não,

Proclamemos Portugueses

Divinal Constituição

Viva, viva, viva ó Rei

Viva a Santa Religião

Vivam Lusos valorosos

A feliz Constituição

A feliz Constituição